# Белат
Белат је врста веома топлог и сувог ветра који дува зими у јужом делу Арабијског полуострва. Траје у просеку до три дана и доноси песак са собом.